# Замяри
Замяри (пол. Zamiary) — село в Польщі, у гміні Кернозя Ловицького повіту Лодзинського воєводства.
Населення — 138 осіб (2011).
У 1975-1998 роках село належало до Плоцького воєводства.

## Демографія
Демографічна структура станом на 31 березня 2011 року:
|          | Загалом | Допрацездатний вік | Працездатний вік | Постпрацездатний вік |
| -------- | ------- | ------------------ | ---------------- | -------------------- |
| Чоловіки | 70      | 14                 | 42               | 14                   |
| Жінки    | 68      | 17                 | 35               | 16                   |
| Разом    | 138     | 31                 | 77               | 30                   |